# Herrarnas singelåkning i konståkning vid olympiska vinterspelen 2014

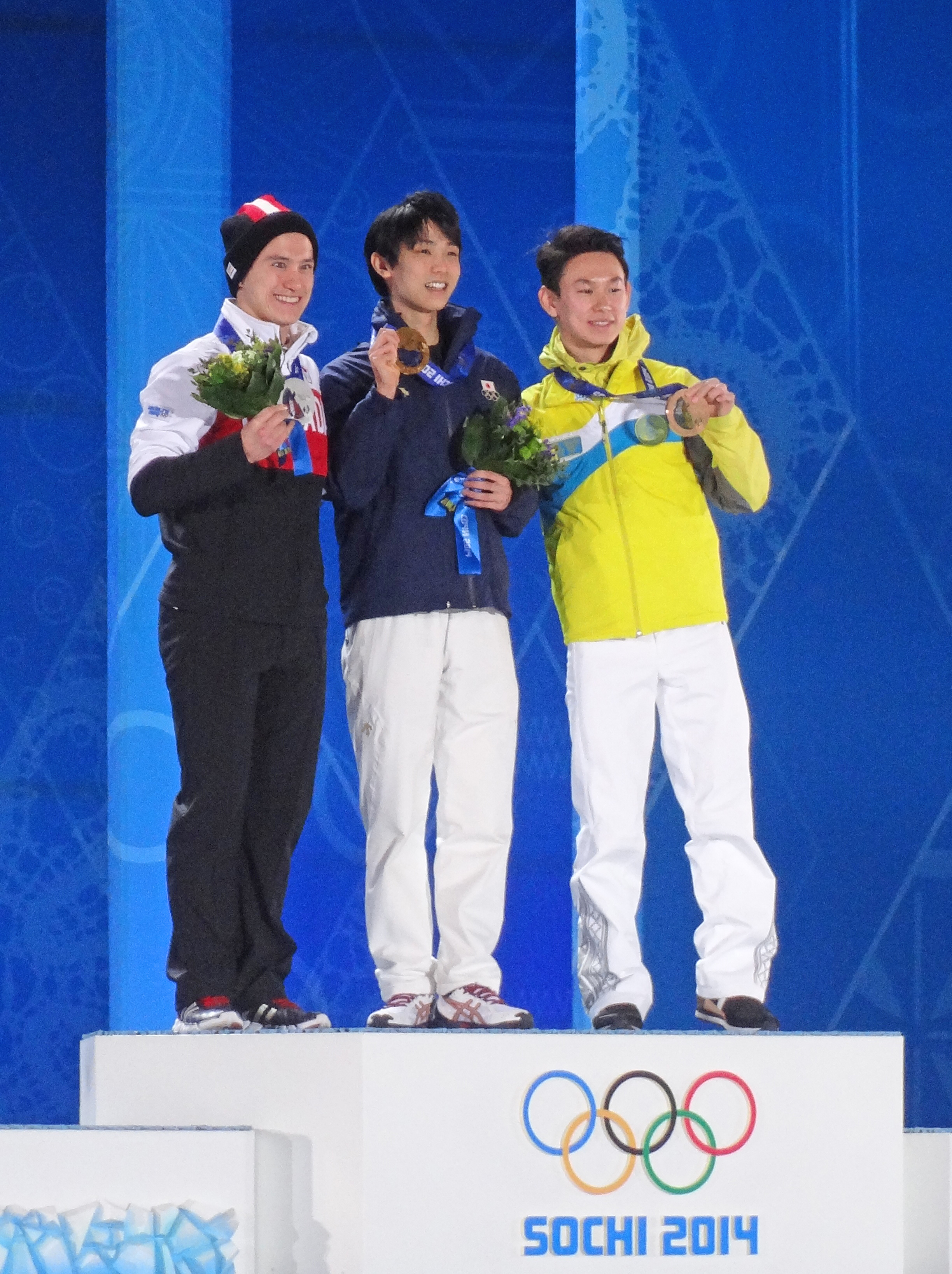
Prispallen. Från vänster: Patrick Chan, Yuzuru Hanyu och Denis Ten.

Herrarnas singelåkning i konståkning vid olympiska vinterspelen 2014 hölls på Iceberg skridskopalats den 13-14 februari 2014. Det korta programmet genomfördes den 13:e och friåkningen den 14:e.
Tävlingen bestod av ett kort program och ett friåkningsprogram där poängen från vardera åk lades ihop till en slutgiltig totalpoäng.

## Medaljörer
| Spel         | Guld               | Silver             | Brons           |
| Singelåkning | Yuzuru Hanyu (JPN) | Patrick Chan (CAN) | Denis Ten (KAZ) |

## Finalresultat
Först genomfördes det korta programmet och därefter av friåkningen. Den som fick högst totalpoäng från de två omgångarna vann .
| Pl.                                | Namn                       | Land         | Totalpoäng | Korta programmet | Korta programmet | Friåkningen | Friåkningen |
| ---------------------------------- | -------------------------- | ------------ | ---------- | ---------------- | ---------------- | ----------- | ----------- |
| 1                                  | Yuzuru Hanyu               | Japan        | 280,09     | 1                | 101,45           | 1           | 178,64      |
| 2                                  | Patrick Chan               | Kanada       | 275,62     | 2                | 97,52            | 2           | 178,10      |
| 3                                  | Denis Ten                  | Kazakstan    | 255,10     | 9                | 84,06            | 3           | 171,04      |
| 4                                  | Javier Fernandez           | Spanien      | 253,92     | 3                | 86,98            | 5           | 166,94      |
| 5                                  | Tatsuki Machida            | Japan        | 253,42     | 11               | 83,48            | 4           | 169,94      |
| 6                                  | Daisuke Takahashi          | Japan        | 250,67     | 4                | 86,40            | 6           | 164,27      |
| 7                                  | Yan Han                    | Kina         | 246,20     | 8                | 85,66            | 7           | 160,54      |
| 8                                  | Peter Liebers              | Tyskland     | 239,87     | 5                | 86,04            | 9           | 153,83      |
| 9                                  | Jason Brown                | USA          | 238,37     | 6                | 86,00            | 11          | 152,37      |
| 10                                 | Michal Březina             | Tjeckien     | 233,62     | 12               | 81,95            | 13          | 151,67      |
| 11                                 | Tomáš Verner               | Tjeckien     | 232,99     | 13               | 81,09            | 12          | 151,90      |
| 12                                 | Jeremy Abbott              | USA          | 232,70     | 15               | 72,58            | 8           | 160,12      |
| 13                                 | Brian Joubert              | Frankrike    | 231,77     | 7                | 85,84            | 14          | 145,93      |
| 14                                 | Alexander Majorov          | Sverige      | 224,86     | 10               | 83,81            | 16          | 141,05      |
| 15                                 | Kevin Reynolds             | Kanada       | 222,23     | 17               | 68,76            | 10          | 153,47      |
| 16                                 | Jorik Hendrickx            | Belgien      | 214,04     | 16               | 72,52            | 15          | 141,52      |
| 17                                 | Misha Ge                   | Uzbekistan   | 203,26     | 18               | 68,07            | 17          | 135,19      |
| 18                                 | Florent Amodio             | Frankrike    | 198,64     | 14               | 75,58            | 18          | 123,06      |
| 19                                 | Michael Christian Martinez | Filippinerna | 184,25     | 19               | 64,81            | 20          | 119,44      |
| 20                                 | Yakov Godorozha            | Ukraina      | 182,19     | 21               | 62,65            | 19          | 119,54      |
| 21                                 | Alexei Bychenko            | Israel       | 177,06     | 22               | 62,44            | 21          | 114,62      |
| 22                                 | Abzal Rakimgaliev          | Kazakstan    | 174,40     | 20               | 64,18            | 22          | 110,22      |
| 23                                 | Zoltán Kelemen             | Rumänien     | 158,76     | 24               | 60,41            | 23          | 98,35       |
| 24                                 | Viktor Romanenkov          | Estland      | 139,99     | 23               | 61,55            | 24          | 78,44       |
| Kvalificerades ej till friåkningen |                            |              |            |                  |                  |             |             |
| 25                                 | Javier Raya                | Spanien      | 59,76      | 25               | 59,76            | i.u.        | i.u.        |
| 26                                 | Viktor Pfeifer             | Österrike    | 56,60      | 26               | 56,60            | i.u.        | i.u.        |
| 27                                 | Paul Bonifacio Parkinson   | Italien      | 56,30      | 27               | 56,30            | i.u.        | i.u.        |
| 28                                 | Liam Firus                 | Kanada       | 55,04      | 28               | 55,04            | i.u.        | i.u.        |
| 29                                 | Brendan Kerry              | Australien   | 47,12      | 29               | 47,12            | i.u.        | i.u.        |

N/A = Deltog inte